# Joel Campbell
Joel Nathaniel Campbell Samuels (San José, 26 de juny de 1992) és un futbolista de Costa Rica que juga pel León. També és jugador de la selecció de futbol de Costa Rica.

## Trajectòria

### Deportivo Saprissa
Campbell va començar la seua carrera al Deportivo Saprissa, d'on va sortir del planter. El gener del 2011 va ser cedit al Puntarenas FC.

### Arsenal
El 19 d'agost del 2011 es va fer oficial el seu traspàs a l'Arsenal. Malgrat el fitxatge per l'equip anglès, no va ser fins dos anys més tard, el juliol del 2013, quan va rebre el permís de treball que li permetia jugar a Anglaterra.

#### Cessió al FC Lorient
Amb la impossibilitat d'aconseguir el permís de treball anglès el jugador va marxar cedit al Lorient francès. El 10 de setembre del 2011 debutava a Ligue 1 en l'empat a 1 contra l'FC Sochaux. Campbell va sortir al camp a la segona part. L'1 d'octubre del mateix any marcava el seu primer gol oficial contra el Valenciennes FC en la victòria per 2-0. El jugador va acabar la seua cessió a l'equip francès amb vint-i-cinc partits i tres gols.

#### Cessió al Real Betis
El juliol del 2012 el jugador costa-riqueny va ser cedit al Betis. El 25 d'agost debutava amb l'equip sevillà, va ser en la derrota 1-2 contra el Rayo Vallecano. El jugador va entrar a la segona part en el lloc del portuguès Salvador Agra. El 2 de desembre marcava el seu primer gol a la Primera Divisió, va ser en la victòria 2-3 a contra el Deportivo de la Coruña. El jugador va acabar la temporada amb vint-i-vuit partits disputats i dos gols marcats a la primera divisió. L'equip andalús va intentar que el jugador continués cedit una temporada més, però les pretensions de l'Arsenal, que volia que el Betis assumís gairebé la totalitat de la fitxa el jugador, van fer desistir a l'equip verd-i-blanc.

#### Cessió a l'Olympiacos FC
Malgrat obtindre el permís de treball que li permetia jugar amb l'Arsenal, el jugador va tornar a sortir cedit, aquest cop a l'Olympiakos grec. El 19 d'agost del 2013 va debutar de titular amb l'equip grec contra el Kalloni FC, un partit que acabà 0-1 a favor de l'Olympakos. El 6 d'octubre, marcava el seu primer gol en la Lliga grega en la golejada 6-0 contra el Veria FC. Aquell any va guanyar la Lliga grega 2013–14 amb l'Olympiakos.

#### Retorn a l'Arsenal

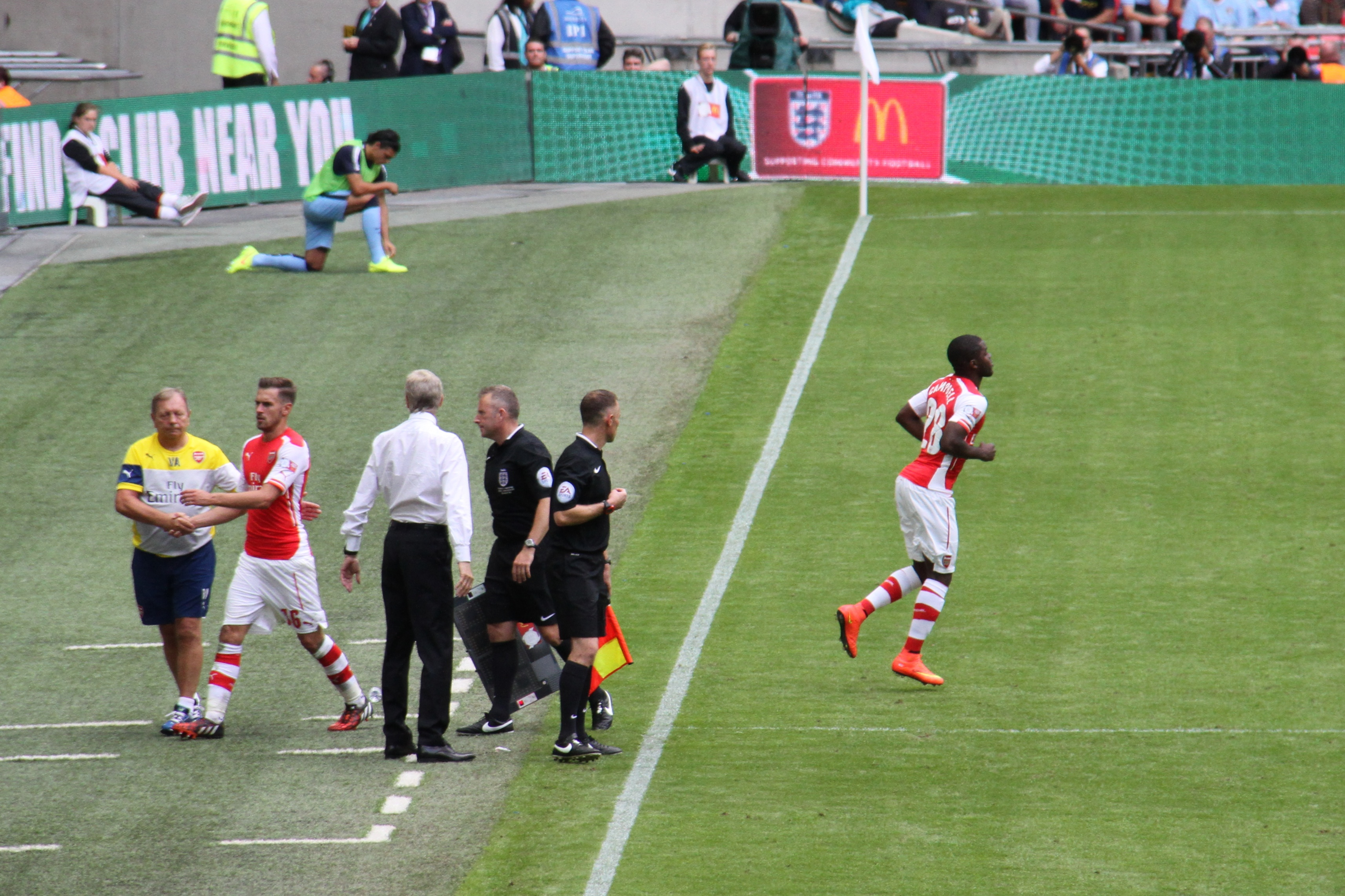
Campbell debuta amb l'Arsenal a la final de la Community Shield del 2014.

Després del bon Mundial 2014, on Costa Rica va arribar als quarts de final, Arsène Wenger va decidir degut al elevat número de lesionats al planter comptar amb Campbell per al primer equip de l'Arsenal. D'aquesta manera, el 10 d'agost del 2014 debutava oficialment amb l'equip londinenc, va ser en la final de la Community Shield contra el Manchester City FC. Joel Campbell va entrar al terreny de joc en el lloc d'Aaron Ramsey. El 23 d'agost va debutar en la Premier League en l'empat a 2 contra l'Everton FC. Va entrar al terreny de joc en el lloc d'Oxlade-Chamberlain.

#### Cessió al Vila-real CF
El gener del 2015 es va fer oficial la seua cessió al Vila-real. Va arribar a l'equip groguet cedit fins a final de temporada sense cap cost, ja que la seua cessió s'incloïa dintre del traspàs de Grabriel Paulista a l'Arsenal FC. El 29 de gener del 2015 va debutar oficialment amb l'equip groguet, va ser en la tornada de quarts de final de la Copa del Rei contra el Getafe CF, va jugar de titular. La seva temporada al Vila-real no va fer massa fructífera, a Primera Divisió va jugar un total de setze partits i va marcar un únic gol contra l'Elx CF.

### Selecció costa-riquenya
Després de destacar amb les categories inferiors de Costa Rica, finalment, el 6 de juny del 2011, quan encara no havia complert els 19 anys, va debutar amb la selecció costa-riquenya. Va ser en la contundent victòria 5-0 contra la selecció cubana en la Copa d'Or de la CONCACAF de 2011. Campbell va entrar al camp al minut 71, en el lloc de Marco Ureña i va marcar el cinquè gol.
Amb la selecció de Costa Rica també va disputar el Mundial 2014. On la selecció centreamericana va tenir un paper destacat arribant a quarts de final, després d'haver quedat primera en l'anomenat grup de la mort amb Itàlia, Uruguai i l'Anglaterra. Joel Campbell va disputar els cinc partits i va marcar un gol contra la selecció uruguaiana.

## Palmarès

### Deportivo Saprissa
- Primera Divisió: 2009–10

### Olympiakos FC
- Superlliga Grega: 2013–14

### Arsenal FC
- Community Shield: 2014